# Urlo dei Venti
Urlo dei Venti, född 23 april 2013, är en italiensk varmblodig travhäst. Han tränas sedan november 2019 av Timo Nurmos och körs av Jorma Kontio. Han tränades tidigare av Gennaro Casillo i Italien och kördes då oftast av Enrico Bellei. Han har till april 2020 tagit 15 segrar på 38 starter och sprungit in 10 miljoner kronor.

## Karriär
Urlo dei Venti tillhörde omedelbart kulltoppen som unghäst då han segrade som tvååring i Italiens största Grupp 1-lopp för tvååringar, Gran Premio Allevatori, och som treåring i Gran Premio Carlo Marangoni. Under fyraårssäsongen 2017 segrade han bland annat i Gran Premio d'Europa och Gran Premio Continentale. I det sistnämnda segrade han på det nya världsrekordet för fyraåringar, 1.11,5 över 2060 meter, på Bolognas 800-metersbana.
Under 2018 fortsatte framgångarna med segrar i Grupp 2-loppet Gran Premio Societa Campo di Mirafiori och Grupp 3-loppet Prix du Luxembourg.
Den 1 maj 2018 deltog han i Gran Premio Lotteria i Neapel, där han vann både kval- och finalheat. Segern var hans hittills största, värd 250 240 euro. Efter segern blev han som sjunde häst inbjuden till 2018 års upplaga av Elitloppet. Kretsen kring hästen tackade sedan nej till att delta i Elitloppet.

### Eventuell flytt
I slutet på februari rapporterades det att hästen skulle sättas i träning hos Holger Ehlert. Solvallas sportchef Anders Malmrot meddelade att Urlo dei Venti kan vara aktuell för 2019 års upplaga av Elitloppet, förutsatt att hästen inte sätts i träning hos Ehlert, som tidigare varit inblandad i ett flertal dopningsfall. Det spekulerades även i att hästen kan hamna i Sverige, eventuellt hos Jerry Riordan. Riordan själv visade inget intresse för att träna hästen. Den 25 mars 2019 meddelades det att han stannar kvar på Gennaro Casillo, och siktas mot Gran Premio Lotteria.
I november 2019 bytte Urlo dei Venti tränare, och flyttades till Timo Nurmos i Sverige.